# دایه‌خاتون

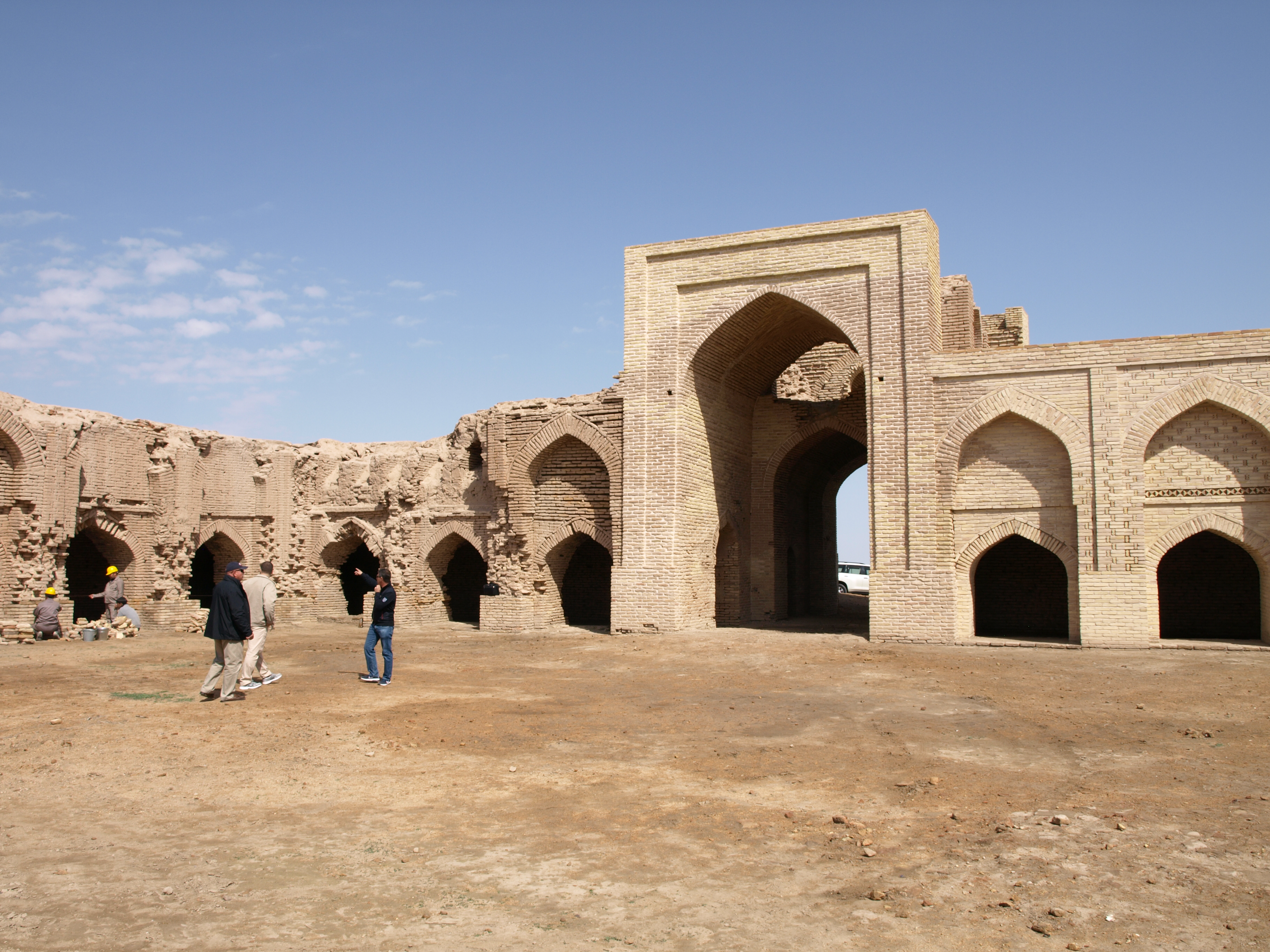
نمایی از حیاط ورودی اصلی کاروانسرای دایه‌خاتون، مارس ۲۰۱۸

کاروانسرای دایه‌خاتون (به ترکمنی: Daýahatyn kerwensaraýy) یک کاروانسرای قدیمی است که در کناره چپ رود آمودریا واقع شده‌است. نام دایه‌خاتون فارسی و به معنی «بانوی دایه» یا «مادرخوانده» است. نام محلی این بنا همچنین بای‌خاتون است که زن ثروتمند معنی می‌دهد.
این بنا در حدود ۱۷۰ کیلومتری شمال غربی شهر امروزی چارجوی (آمل باستان)، ولایت لبِ آب، نزدیک مرز بین ترکمنستان و ازبکستان قرار دارد. این بنا یک محوطهٔ چهارگوش مستحکم به ضلع ۵۳ متر است.
استحکام دایه‌خاتون نمونه‌ای بارز از تسلط معماران ایرانی دوره سلجوقی در آجرچینی در طول قرن‌های یازدهم و دوازدهم است. به دلیل برتری هنری، دایه‌خاتون به عنوان یکی از ارزشمندترین نمونه‌ها و شاید بهترین نمونهٔ باقی‌ماندهٔ ساختار کاروانسرا در آسیای مرکزی شناخته می‌شود.
شکل بنا مستطیل‌شکل (۱۱۲×۱۲۵ متر) و گوشه‌های بیرونی آن دارای برجک است و در وسط نیز قلعه‌ای مستطیل‌شکل ساخته شده‌است. در وسط کاروانسرا حیاط بزرگی به ابعاد ۵۳×۵۳ متر وجود داشت که دور تا دور آن را ایوان‌های سرپوشیده احاطه کرده بود. دارای اتاق‌هایی برای مسافران و اتاق‌های مستطیلی برای اسب‌ها است که با گنبد پوشیده شده‌است. بین هر طرف حیاط ایوانی با سقف و حیاط وجود دارد و همچنین انبارها و اتاق‌ها از طاق‌نماها وارد می‌شوند. ضلع بیرونی و داخلی دیوارها از آجر پخته و وسط آن از آجر خام ساخته شده‌است. ضلع جلویی (شمال شرقی) دایه‌خاتون با نمای بزرگ و زیبایی تزئین شده‌است، آجرها به صورت طولی و ضربدری (به روش طاق) و نام خلفای چهارگانه (ابوبکر، عمر، علی و عثمان) به خط کوفی نوشته شده‌اند.

## تاریخ

### افسانه‌ها
افسانه‌های متعددی در مورد ساخت دایه‌خاتون وجود دارد. یکی از آن‌ها این است که رباط دایه‌خاتون توسط یک حاکم محلی ساخته شده‌است که می‌خواست از زنی زیبا به نام دایه پنهان شود. روایت دیگری مربوط به مرد ثروتمندی به نام بای است که به خیانت همسرش مشکوک شد و خانه را در جامه درویشی ترک کرد.
همسرش بای‌خاتون سال‌های زیادی منتظر بازگشت او بود. برای رفع ظن او، او بنای دایه‌خاتون زیبا را ساخت تا عشق و وفاداری خود را به شوهرش نشان دهد. پس از سال‌ها سرگردانی، بای سرانجام به عنوان کارگر در ساخت کاروانسرا به وطن خود بازگشت. بای‌خاتون او را شناخت و آن‌ها برای همیشه در خوشی زندگی کردند.

## تاریخچه
باور بر این است که این بنا در اصل قلعه‌ای بوده که در قرن نهم توسط طاهر بن حسین، بنیان‌گذار دودمان ایرانی طاهریان ساخته شده‌است. در سده یازدهم، این قلعه به کاروانسرایی با سازه‌های آجری جذاب تبدیل شد و نه تنها پناهگاهی برای کاروان‌ها بلکه برای افراد سرشناس در سفرهای طولانی آن‌ها نیز بود. اطلاعات مورخان قرون وسطی، به‌ویژه ابن خردادبه (قرن دهم) و یاقوت حموی (قرن سیزدهم) این موضوع را تأیید می‌کنند. با توجه به شواهد تحلیل معماری و مصالح ساختمانی، به نظر می‌رسد کاروانسرای دایه‌خاتون نیز در همان زمان ساخته شده و احتمالاً در نیمه دوم قرن یازدهم، دیوارهای خشتی آن با آجر پخته روکش شده‌است.
این کاروانسرا در دوره سلجوقیان (قرن‌های یازدهم و دوازدهم)، در اواخر قرن دوازدهم و اوایل قرن سیزدهم در دوره خوارزمشاهیان انوشتکینی، در دوره ایلخانیان (قرن‌های سیزدهم و چهاردهم) و در دوره تیموریان و بعد از آن فعال بود.
این بنا بارها مرمت و بازسازی شده‌است. در نتیجه عملیات مرمتی متأخر، بخش ورودی اصلی کمی تغییر کرده‌است. در همان زمان، چندین طاق و بخش‌هایی از دیوارهای ورودی اصلی بازسازی شدند. به نظر دانشمندان، این کارها در نیمه دوم قرن پانزدهم، در دوره حکومت سلطان حسین بایقرا، از پادشاهان تیموری، انجام شده‌است.
وزیر او، نظام‌الدین میر علیشیر - شاعر برجسته ادبیات فارسی و فیلسوف نامدار - از ساخت پل‌ها، جاده‌ها، کانال‌ها و همچنین از حفظ و نگهداری مسیرهای تجاری قدیمی و بناهای بین راهی حمایت مالی می‌کرد.
با این وجود، درخشان‌ترین دوره در تاریخ کاروانسرای دایه‌خاتون مربوط به دوره سلجوقیان است. در این زمان بود که دایه‌خاتون نمای آراسته خود را به دست آورد که اکنون هویت این شاهکار معماری را تعیین می‌کند و به عنوان اصلی‌ترین ویژگی آن شناخته می‌شود.

## حفاظت

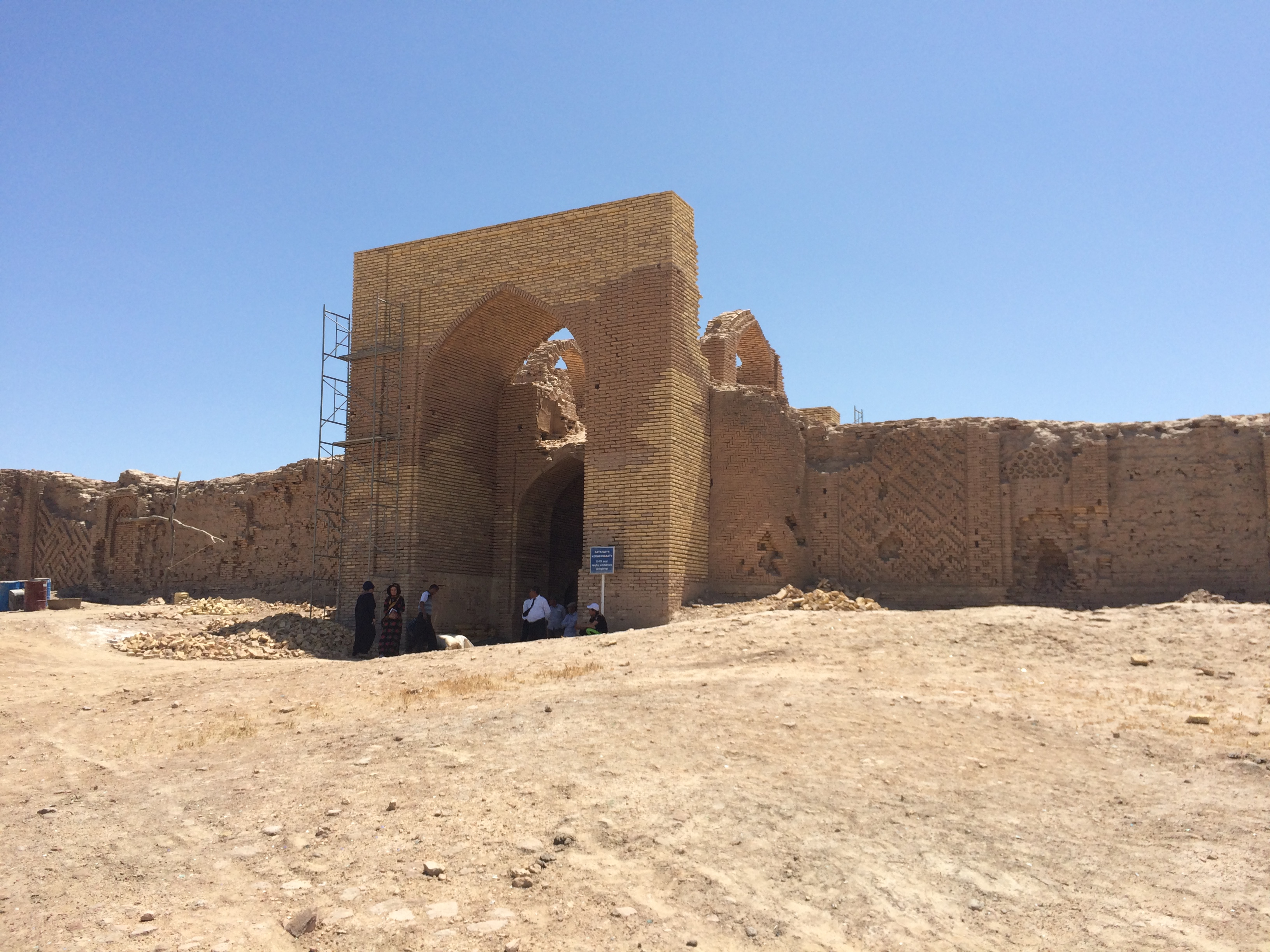
درِ ورودی اصلی کاروانسرای دایه‌خاتون که تا حدودی مرمت شده‌است (ژوئن ۲۰۱۵)

این مکان توسط دولت ترکمنستان برای قرار گرفتن در فهرست میراث جهانی یونسکو پیشنهاد شده‌است.
در سال ۲۰۱۲، دایه‌خاتون از سوی دولت ایالات متحده، «کمک‌هزینه حفاظت از صندوق سفیران برای حفظ فرهنگ» را دریافت کرد؛ ادارهٔ ملی حفاظت، پژوهش و مرمت بناهای تاریخی و فرهنگی ترکمنستان مسئولیت آن را بر عهده گرفت.

## گردشگری

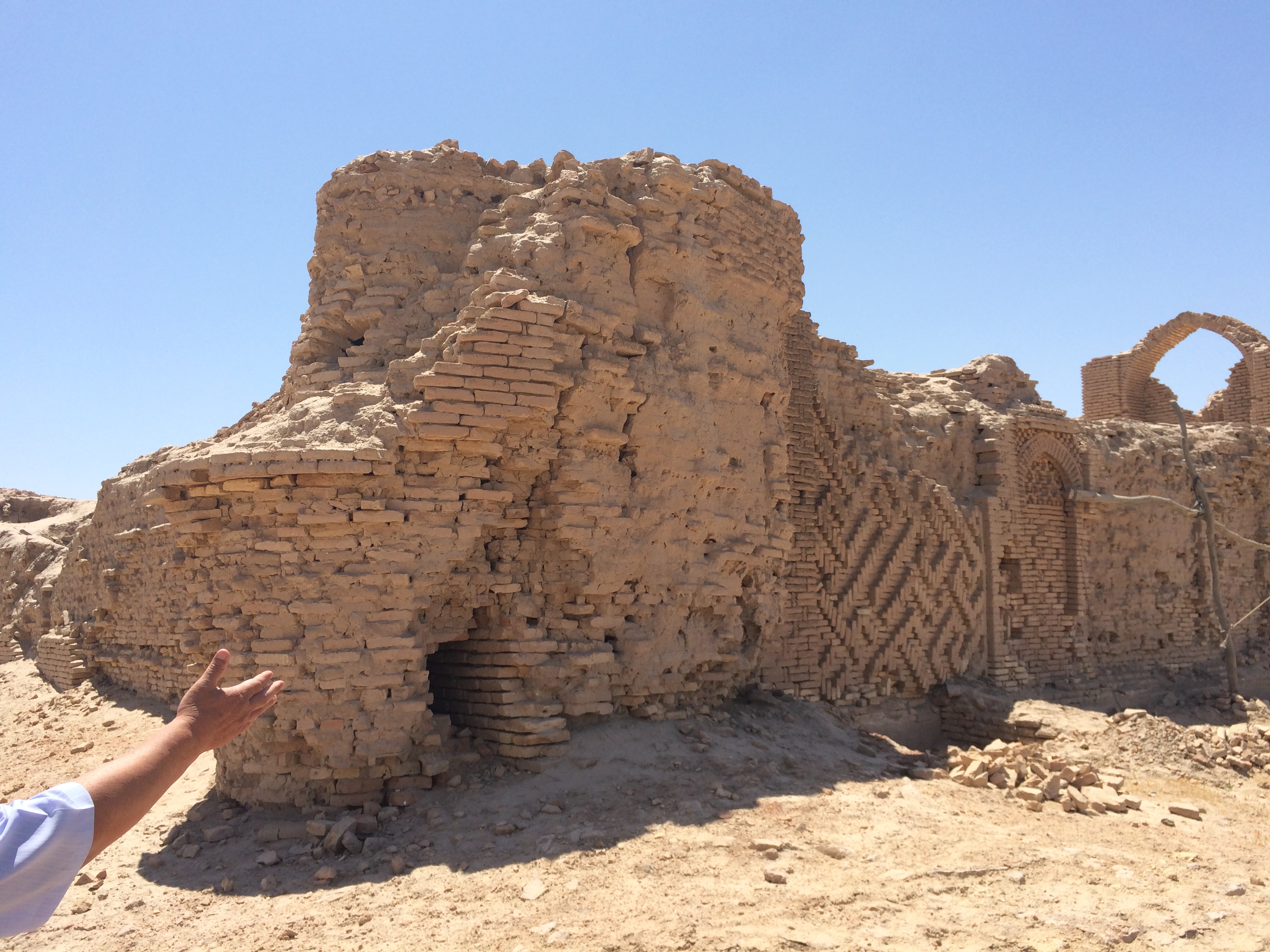
برج و دیوار کاروانسرای دایه‌خاتون.

با توجه به اینکه دایه‌خاتون از مسیرهای گردشگری رایج دور افتاده‌است و رفت و آمد بازدیدکنندگان خارجی همچنان توسط دولتی به شدت اقتدارگرا رصد می‌شود، شرایط توسعهٔ گردشگری برای دایه‌خاتون چندان مطلوب نیست. بازدیدکنندگان بسیار کمی قادر به بازدید هستند، هرچند از سال ۲۰۱۸ دیگر این کاروانسرا پشت حصار مرزی قرار ندارد. به منظور توسعهٔ گردشگری، کاروانسرای دایه‌خاتون در برنامهٔ توسعهٔ صنعت گردشگری در ترکمنستان در سال‌های ۲۰۱۲ تا ۲۰۱۶ گنجانده شده‌است. در چارچوب این برنامه، بهبود توسعهٔ گردشگری در دایه‌خاتون می‌تواند در آیندهٔ نزدیک انجام شود.